# KPV

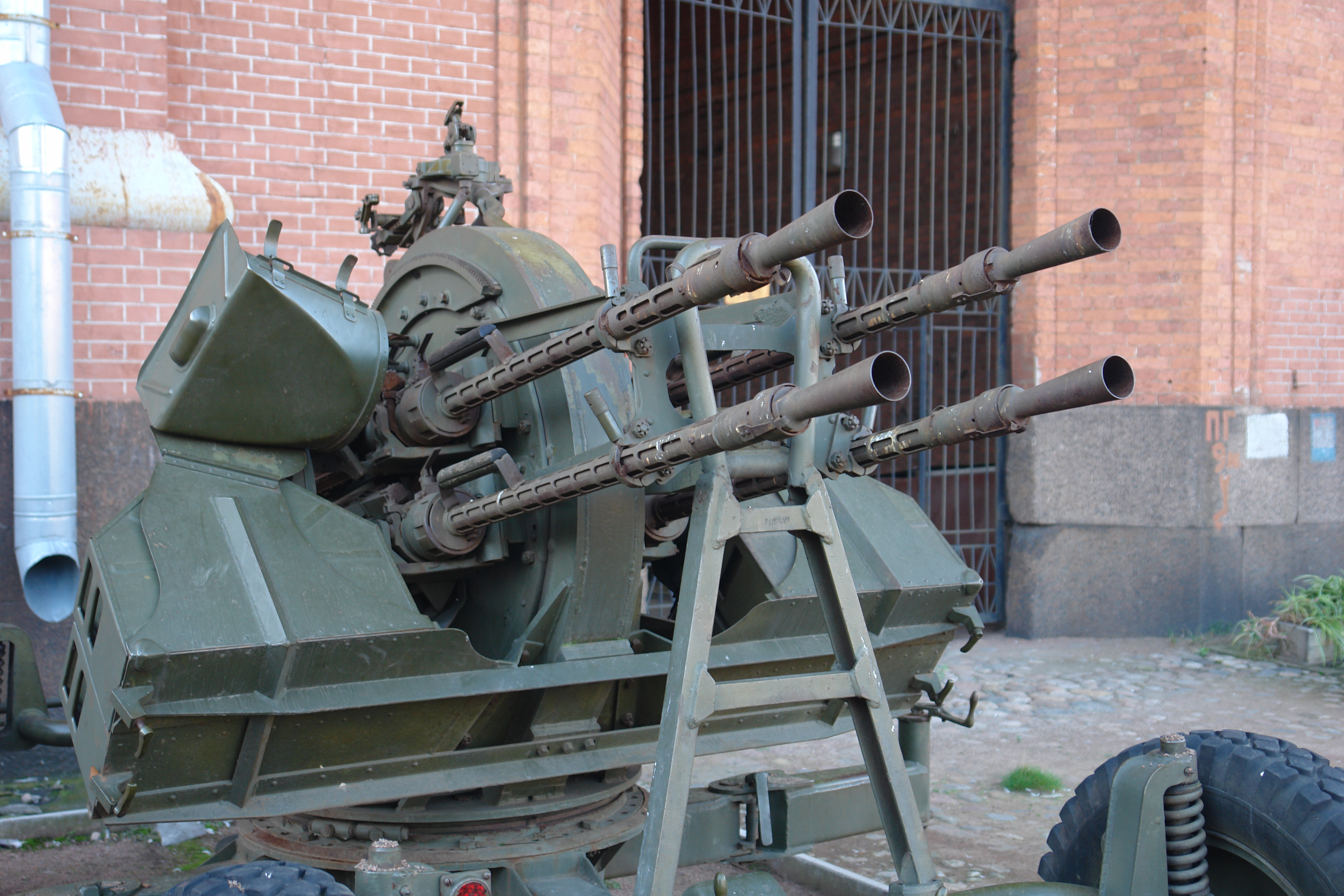
Um KPV russo.

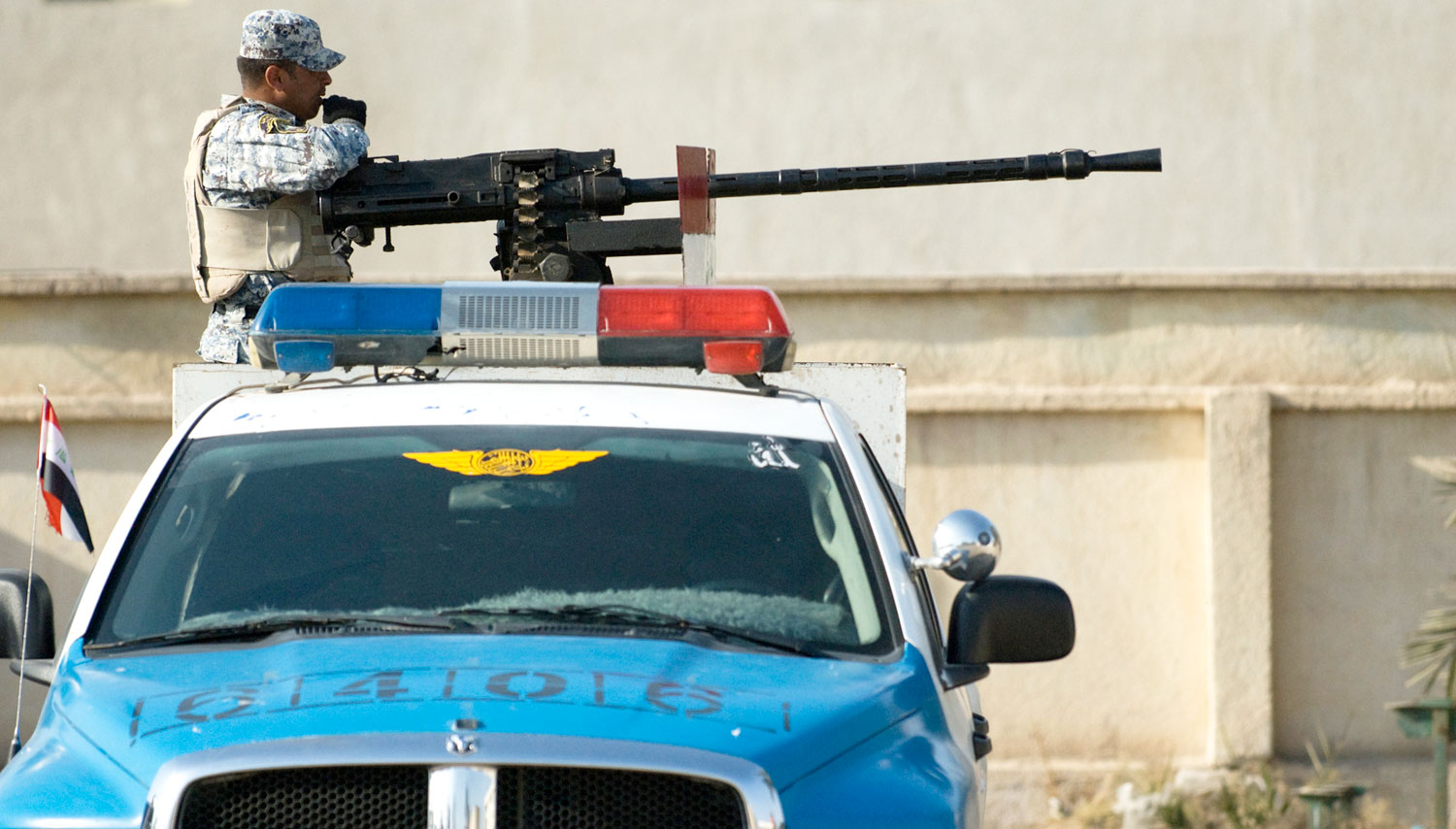
Um veículo da polícia iraquiana armado com um KPV.

O KPV (Krupnokaliberniy Pulemyot Vladimirova, em russo Крупнокалиберный Пулемёт Владимирова, ou КПВ) é uma metralhadora pesada, por ação de recuo, de 14,5 mm desenvolvido pela União Soviética na década de 1940 para suporte de infantaria, mas deixou de ter este propósito nos anos 60 pois era pesada e grande demais. Passou então a ser apenas uma arma antiaérea e continua assim até os dias atuais. Ele tem um alcance de 3 mil metros e pode atingir diversos tipos de aviões, até os mais blindados. Ele também pode ser acoplado a vários blindados leves, como o BTR-80 ou o BRDM-2.